# Karasutengu

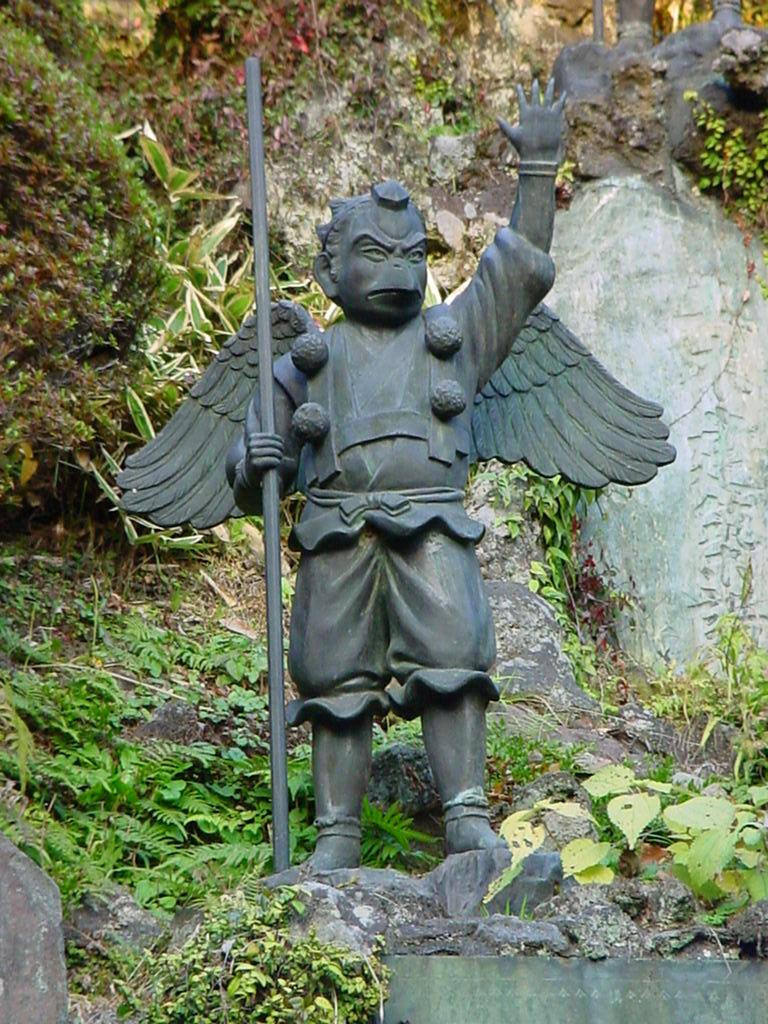
Staty av en Karasutengu i Kencho-ji-templets park i Kamakura.

Karasutengu, kråkliknande variant av tengu, ett sagoväsen i japansk mytologi. Den har en näbb och svart fjäderdräkt.